# بلو (إله)
بَـلْو (بالمسند: 𐩨𐩡𐩥) هو إله مملكة أوسان في جنوب الجزيرة العربية في اليمن قبل الإسلام. وقد ارتبط ظهوره بالبدايات الأولى لذكر مملكة أوسان وأقدمها نقشان من نهاية القرن الثامن قبل الميلاد. وعلى الرغم من سيطرة مملكة قتبان على أراضي أوسان، إلا أن الإله بلو ظل يُذكر في عدد من النقوش التي وجدت في وادي مرخة.
ترى ماريا هوفنر أن اسم الإله بلو مشتق من الجذر الفعلي (بلا - بليّة) في العربية، ولذلك فإنه لمعناه صلة بالموت والقبور، وفي اللغة السبئية كلمة "بلو" تعني قبر، وكلمة "بلوة" تعني دفن".